# Uchownica kasztanowata
Uchownica kasztanowata (Wynnella silvicola Nannf.) – gatunek grzybów z rodziny piestrzycowatych (Helvellaceae).

## Systematyka i nazewnictwo
Pozycja w klasyfikacji według Index Fungorum: Wynnella, Helvellaceae, Pezizales, Pezizomycetidae, Pezizomycetes, Pezizomycotina, Ascomycota, Fungi. Nazwa polska za internetowym atlasem grzybów.
Po raz pierwszy opisał go w 1966 r. John Axel Nannfeldt. Niektóre synonimy:
- Helvella silvicola (Nannf.) Harmaja 1974
- Wynnea atrofusca R. Heim 1926
- Wynnella atrofusca Svrček 1963[3].

## Morfologia
Owocnik
Wysokość 2–8 cm, szerokość 1–2 cm, kształt zaokrąglonego ucha osła (zagięty do wewnątrz wzdłuż osi pionowej). Powierzchnia zewnętrzna początkowo średnio brązowa, wkrótce coraz bardziej blada w kierunku podstawy; powierzchnia wewnętrzna ciemno fioletowobrązowa, wkrótce ciemno czerwonawobrązowa; podstawa w postaci pomarszczonego lub żebrowanego trzonu o długości do około 2 cm i grubości 1 cm i barwie od żółtawej do jasnobrązowej lub białawej. Miąższ cienki, kruchy, brązowawy w „uchu”, białawy na trzonie i niezmieniający barwy po pokrojeniu, bez wyraźnego zapachu.
Cechy mikroskopowe
Zarodniki 18–23 × 13–15 µm; szeroko elipsoidalne, gładkie z jedną dużą centralną gutulą, która często prawie całkowicie wypełnia zarodnik, w KOH szkliste. Worki 275–300 × 10–12,5; 8-zarodnikowe, w KOH szkliste. Wstawki przekraczające worki o 10–12 µm, nitkowate z zaokrąglonymi lub niemal maczugowatymi wierzchołkami, o szerokości w najszerszym miejscu 3,5–5 µm, W KOH szkliste. Powierzchnia ekscypulum przypominająca trichodermę, z maczugowatymi i septowanymi elementami o szerokości 10–15 µm, gładka, szklista. Strzępki kontekstu gęsto splecione o szerokości 3–4 µm, gładkie.

## Występowanie i siedlisko
Uchownica kasztanowata znana jest w Ameryce Północnej, Europie i Azji. W 2006 r. M.A. Chmiel przytoczyła ten gatunek w swojej checkliście jako grzyb występujący na terenie Polski. Gatunek ma status wymierającego (E) na Czerwonej liście roślin i grzybów Polski. Aktualne stanowiska podaje także internetowy atlas grzybów.
Grzyb naziemny, prawdopodobnie mykoryzowy. Owocniki rosną samotnie, w rozproszeniu lub grupowo wśród drzew iglastych latem i jesienią.